# Jacob Mendy
Jacob Mendy (ur. 27 grudnia 1996 w Faji Kunda) – gambijski piłkarz grający na pozycji lewego obrońcy. Od 2022 jest zawodnikiem klubu Wrexham.

## Kariera klubowa
Swoją karierę piłkarską Mendy rozpoczął w hiszpańskim klubie CD Puerta Bonita. W sezonie 2015/2016 zadebiutował w nim w Tercera División. W 2017 roku wyjechał do Anglii i w sezonie 2017/2018 był zawodnikiem klubu Redhill (poziom XI ligi). W sezonie 2018/2019 występował w Carshalton Athletic (poziom VII ligi), a w latach 2019-2021 w Wealdstone (poziom VI, a następnie V ligi). W sezonie 2021/2022 był graczem Boreham Wood (poziom V ligi). W 2022 przeszedł do Wrexham, z którym w sezonie 2022/2023 awansował z National League do EFL League Two.

## Kariera reprezentacyjna
W reprezentacji Gambii Mendy zadebiutował 20 listopada 2023 w przegranym 0:2 meczu eliminacji do MŚ 2026 z Wybrzeżem Kości Słoniowej, rozegranym w Dar-es-Salaam. W 2024 roku powołano go do kadry na Puchar Narodów Afryki 2023. Rozegrał w nim dwa mecze grupowe: z Gwineą (0:1) i z Kamerunem (2:3).